# De planeet van de dageraad
De planeet van de dageraad (Engelse titel: Dawnman Planet) is een sciencefictionroman uit 1975 van de Amerikaanse schrijver Mack Reynolds, het tweede boek uit de United Planets-serie. 

## Synopsis
Ron Bronston heeft gezworen de droom van de Verenigde Planeten te beschermen, namelijk het streven naar vrijheid en vooruitgang op alle 3000, door de mens bewoonde planeten van de Melkweg. Bronston is verbonden aan de geheime dienst van de Verenigde Planeten waarvoor hij ongewone missies uitvoert. Deze maal is de crisis heel ernstig want de heerschappij van de mens wordt bedreigd door een enkele gek en de superwapens van mysterieuze buitenaardse wezens uit de onontgonnen uitgestrektheid van het centrum van de Melkweg. Bronston moet op zijn eentje een manier vinden om ze te stoppen.